# Show Caníbal
Show Caníbal es el nombre del disco del grupo Ktulu lanzado en 2008.

## Canciones
1. "La ira de los Monos" 3:35
2. "Psintetico Mesias" 4:29
3. "Superpredador" 3:32
4. "Reverso" 3:51
5. "Demonios" 1:38
6. "Vuestras guerras" 3:59
7. "Por Mi" 4:23
8. "Sepultado (El Encuentro)" 4:21
9. "Carne usada" 4:45
10. "La espina" 4:41
11. "Back in black" (AC/DC cover) 4:28